# Kirschsteiniothelia proteae
Kirschsteiniothelia proteae är en lavart som beskrevs av Crous, M.J. Wingf. & Marinc. 2008. Kirschsteiniothelia proteae ingår i släktet Kirschsteiniothelia, klassen Dothideomycetes, divisionen sporsäcksvampar och riket svampar.   Inga underarter finns listade i Catalogue of Life.